# Parigi-Tours 2024
La Parigi-Tours 2024, centodiciottesima edizione della corsa e valida come quarantaseiesima prova dell'UCI ProSeries 2024 categoria 1.Pro, si svolse il 6 ottobre 2024 su un percorso di 213,8 km, con partenza da Chartres e arrivo a Tours, in Francia. La vittoria fu appannaggio del francese Christophe Laporte, il quale completò il percorso in 5h00'27", alla media di 42,696 km/h, precedendo il ceco Mathias Vacek e il belga Jasper Philipsen.
Sul traguardo di Tours 135 ciclisti, dei 156 partiti da Chartres, portarono a termine la competizione.

## Squadre e corridori partecipanti
| N.      | Cod. | Squadra                    |
| ------- | ---- | -------------------------- |
| 1-7     | IPT  | Israel-Premier Tech        |
| 11-17   | GFC  | Groupama-FDJ               |
| 21-27   | UXM  | Uno-X Mobility             |
| 31-37   | ADC  | Alpecin-Deceuninck         |
| 41-47   | TVL  | Team Visma-Lease a Bike    |
| 51-57   | LTK  | Lidl-Trek                  |
| 61-66   | ARK  | Arkéa-B&B Hotels           |
| 71-77   | LTD  | Lotto Dstny                |
| 81-87   | TUD  | Tudor Pro Cycling Team     |
| 91-97   | UAD  | UAE Team Emirates          |
| 101-107 | DAT  | Decathlon AG2R La Mondiale |
| 111-117 | IWA  | Intermarché-Wanty          |

| N.      | Cod. | Squadra                    |
| ------- | ---- | -------------------------- |
| 121-127 | COF  | Cofidis                    |
| 131-137 | DFP  | DSM-Firmenich PostNL       |
| 141-146 | TEN  | TotalEnergies              |
| 151-157 | AST  | Astana Qazaqstan Team      |
| 161-167 | EKP  | Equipo Kern Pharma         |
| 171-176 | Q36  | Q36.5 Pro Cycling Team     |
| 181-187 | BWB  | Bingoal WB                 |
| 191-197 | AUB  | St Michel-Mavic-Auber93    |
| 201-206 | VRR  | Van Rysel-Roubaix          |
| 211-217 | UCN  | CIC U Nantes Atlantique    |
| 221-226 | NMC  | Nice Métropole Côte d'Azur |

## Ordine d'arrivo (Top 10)
| Pos. | Corridore          | Squadra       | Tempo    |
| ---- | ------------------ | ------------- | -------- |
| 1    | Christophe Laporte | Visma         | 5h00'27" |
| 2    | Mathias Vacek      | Lidl          | s.t.     |
| 3    | Jasper Philipsen   | Alpecin       | a 21"    |
| 4    | Mike Teunissen     | Intermarché   | s.t.     |
| 5    | Alexis Renard      | Cofidis       | s.t.     |
| 6    | Cees Bol           | Astana        | s.t.     |
| 7    | Arnaud De Lie      | Lotto         | s.t.     |
| 8    | Tom Van Asbroeck   | Israel        | s.t.     |
| 9    | Fabio Christen     | Q36.5         | s.t.     |
| 10   | Anthony Turgis     | TotalEnergies | s.t.     |